# 北亞當斯 (密歇根州)
北亞當斯（英語：North Adams）是位於美國密歇根州希爾斯代爾縣亞當斯鎮區的一個村。

## 人口
根據2020年美國人口普查的數據，北亞當斯的面積為1.37平方千米，當中陸地面積為1.37平方千米，而水域面積為0.00平方千米。當地共有人口452人，而人口密度為每平方千米329人。